# Regierungsbezirk Bromberg

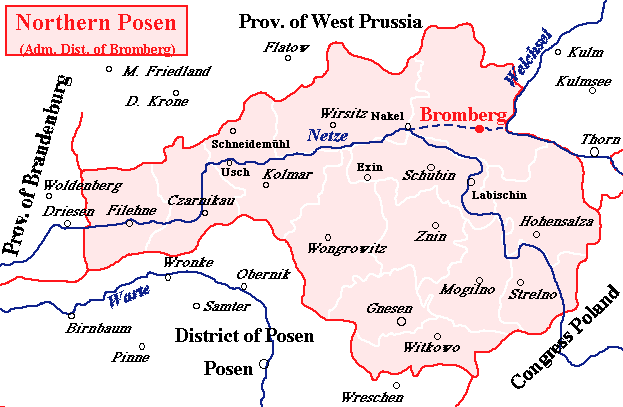
Regierungsbezirk mit Kreisgrenzen und Städten

Verwaltungsgliederung der preußischen Provinz Posen.
Regierungsbezirk Bromberg
Regierungsbezirk Posen

Der preußische Regierungsbezirk Bromberg wurde 1815 als Mittelbehörde zur Verwaltung des nördlichen Großherzogtums Posen (später Provinz Posen) eingerichtet. In der Zeit der nationalsozialistischen Besetzung bestand von 1939 bis 1945 innerhalb des Reichsgaus Danzig-Westpreußen erneut ein Regierungsbezirk Bromberg.

## Lage
Als Sitz der Regierung wurde 1815 die Stadt Bromberg bestimmt. Nördlich grenzte der Bezirk an den Regierungsbezirk Marienwerder in der Provinz Westpreußen. Im Osten lag das russische Polen. Im Süden lag der Regierungsbezirk Posen. Im Westen lag der Regierungsbezirk Frankfurt der Provinz Brandenburg.

## Gliederung
Im Jahr 1820 bestand der Bezirk aus den Kreisen:
- Bromberg
- Chodziesen (1877 umbenannt in Kolmar in Posen)
- Czarnikau
- Gnesen
- Inowraclaw (1904 umbenannt in Hohensalza)
- Mogilno
- Schubin
- Wirsitz
- Wongrowiec (1875 umbenannt in Wongrowitz)

An Stadtkreisen wurden 1875 Bromberg (zuvor Kreis Bromberg) und 1914 Schneidemühl (zuvor Kreis Kolmar) eingerichtet. 1886 wurde der Kreis Strelno, 1887 die Kreise Filehne, Witkowo und Znin gegründet.

## Geographie
Der Bezirk umfasste 1820 etwa 11.697 km². Geographisch gehörte das Gebiet zum norddeutschen Tiefland. Geprägt wurde er von kleinen Seen und Sumpfgebieten. Größere Flüsse waren die Netze und die Brahe. An der Ostgrenze lag die Weichsel. Der Bromberger Kanal verband seit dem 18. Jahrhundert die Weichsel mit Elbe und Oder.

## Geschichte

### In Preußen
Der Regierungsbezirk Bromberg bestand auf dem von Preußen bereits im Zuge der Teilungen Polens annektierten Gebietes.
Ein Großteils davon fiel nach den Bestimmungen des Versailler Vertrages nach dem Ersten Weltkrieg an die Zweite Polnische Republik.

### Im Dritten Reich
Nach der Besetzung Polens 1939 wurde im Rahmen des Reichsgaus Danzig-Westpreußen erneut ein Regierungsbezirk Bromberg eingerichtet. Er bestand aus den Stadtkreisen Bromberg und Thorn sowie den Landkreisen Bromberg, Culm, Schwetz, Thorn, Tuchel, Wirsitz und Zempelburg.

## Bevölkerung und Wirtschaft
Die Bevölkerungszahl lag 1820 bei 287.145. Sie stieg bis 1850 auf 491.352 und lag 1905 bei 723.965.
Der Hauptwirtschaftszweig des Bezirks war die Landwirtschaft. Bodenschätze wurden nur in geringen Mengen gefördert. Die Industrialisierung war unbedeutend. Von einer gewissen Bedeutung in der ersten Hälfte des 19. Jahrhunderts war die heimgewerbliche Textilherstellung.

## Verkehr
Seit dem Ende der 1840er-Jahre begann die Anbindung an die modernen Kunststraßen. Eine erste Bahnverbindung nach Stettin und nach Posen wurde 1851 eingeweiht. Weitere Verbindungen nach Danzig und Königsberg sowie über Frankfurt an der Oder nach Berlin folgten. Später erfolgte der weitere Ausbau des Eisenbahn- und Wasserstraßennetzes.

## Bildung
In der Bezirkshauptstadt bestand ein Königliches Realgymnasium Bromberg (als Realschule seit 1851) und zusätzlich eine Realschule. Eine Kunstgewerbeakademie wurde 1916 eingerichtet, an der der Maler Otto Lange bis 1919 lehrte. Daraus sollte eine neue Universität werden, zu der auch eine Fakultät für Landwirtschaft auf der Grundlage einer 1906 eingerichteten Forschungseinrichtung des Kaiser-Wilhelm-Instituts gehören sollte. Weiterhin gab es ein katholisches und ein evangelisches Lehrerseminar.  
In Inowrazlaw wurde das Progymnasium 1863 zum vollen Gymnasium erhoben. Ebenso bestand in Gnesen seit 1863 ein Progymnasium, das 1866 zum Königlichen Gymnasium erhoben wurde, desgleichen in Schneidemühl das spätere Freiherr-vom-Stein-Gymnasium. In den staatlichen Volks- und Realschulen war die Unterrichtssprache umstritten, auch in den Gymnasien wurde katholische Religion in polnischer Sprache unterrichtet. 

## Regierungspräsidenten
- 1816: Joseph von Stein
- 1821: Kozierowski
- 1825: Ludwig von Colomb
- 1831: Carl von Wissmann
- 1842: Johann Eduard von Schleinitz
- 1848: Mebes (vertretungsweise)
- 1850: Julius von Schleinitz
- 1864: Schubring (vertretungsweise)
- 1864: Johann Gottlieb August Naumann
- 1870: Friedrich Maurach
- 1874: August von Seltzer-Stahn (vertretungsweise)
- 1873: Anton von Wegnern
- 1881: Christoph von Tiedemann
- 1899: Theobald von Bethmann Hollweg
- 1900: Alfred von Conrad
- 1901: Francis Kruse
- 1903: Georg von Guenther
- 1917: Friedrich von Bülow